# Carcinoma basocel·lular
El carcinoma basocel·lular (abreviat com a CBC) o carcinoma de cèl·lules basals o epitelioma basocel·lular) és el tipus més comú de càncer de pell. Sovint apareix com una zona elevada indolora de la pell, que pot ser brillant amb petits vasos sanguinis que la recorren. També es pot presentar com una zona elevada amb ulceració. Poques vegades fa metàstasi o mata, però encara es considera maligne pel fet que pot causar gran destrucció i deformitat (en envair els teixits circumdants).
Els factors de risc inclouen l'exposició a la llum ultraviolada, la pell clara, la radioteràpia, l'exposició a l'arsènic a llarg termini i la deficient funció del sistema immunitari. L'exposició a la llum ultraviolada durant la infància és particularment perjudicial. Els llits de bronzejat s'han convertit en una altra font comuna de radiació ultraviolada. El diagnòstic sovint depèn de l'examen de la pell, confirmat per una biòpsia de pell.
No queda clar si la protecció solar afecta el risc de càncer de cèl·lules basals. El tractament es fa normalment per exèresi quirúrgica. Això pot ser per simple escissió si el càncer és petit; en cas contrari, generalment es recomana la cirurgia de Mohs. Altres opcions inclouen electroresecció, criocirurgia, quimioteràpia tòpica, teràpia fotodinàmica, cirurgia làser o l’ús d'imiquimod, un medicament tòpic d’activació immunològica. En els rars casos en què s'ha produït una propagació a distància, es pot utilitzar quimioteràpia o teràpia dirigida.
Estadísticament, aproximadament 3 de cada 10 caucàsics desenvoluparà un carcinoma basocel·lular en la seva vida. Representen més del 80% dels càncers de pell. En el 80 per cent de tots els casos, els carcinomes basocel·lulars es troben en el cap i el coll. Sembla que hi ha un augment en la incidència d'aquest tipus de càncer en el tronc en els darrers anys.

## Galeria

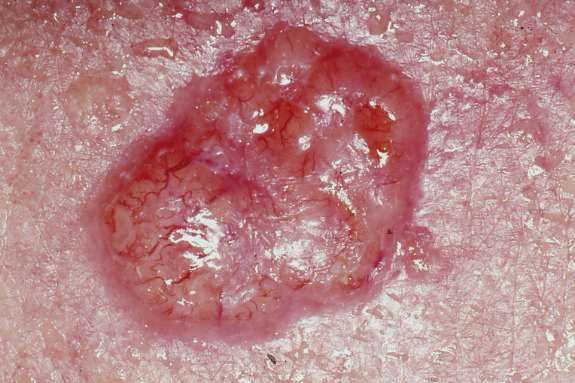
Nodular i observant-se les telangièctasis.
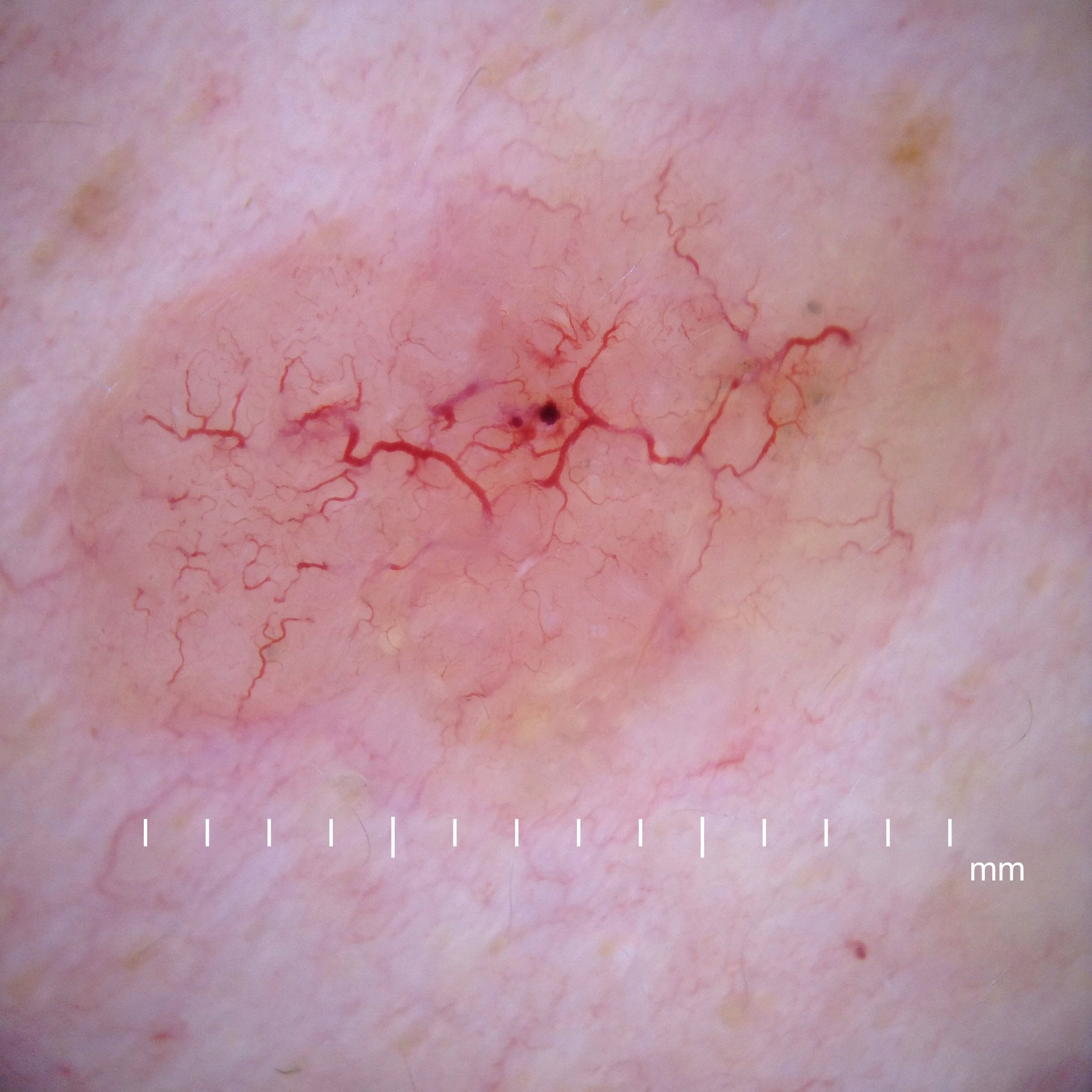
Amb un dermatoscopi visualitzant-se millor les telangièctesis.
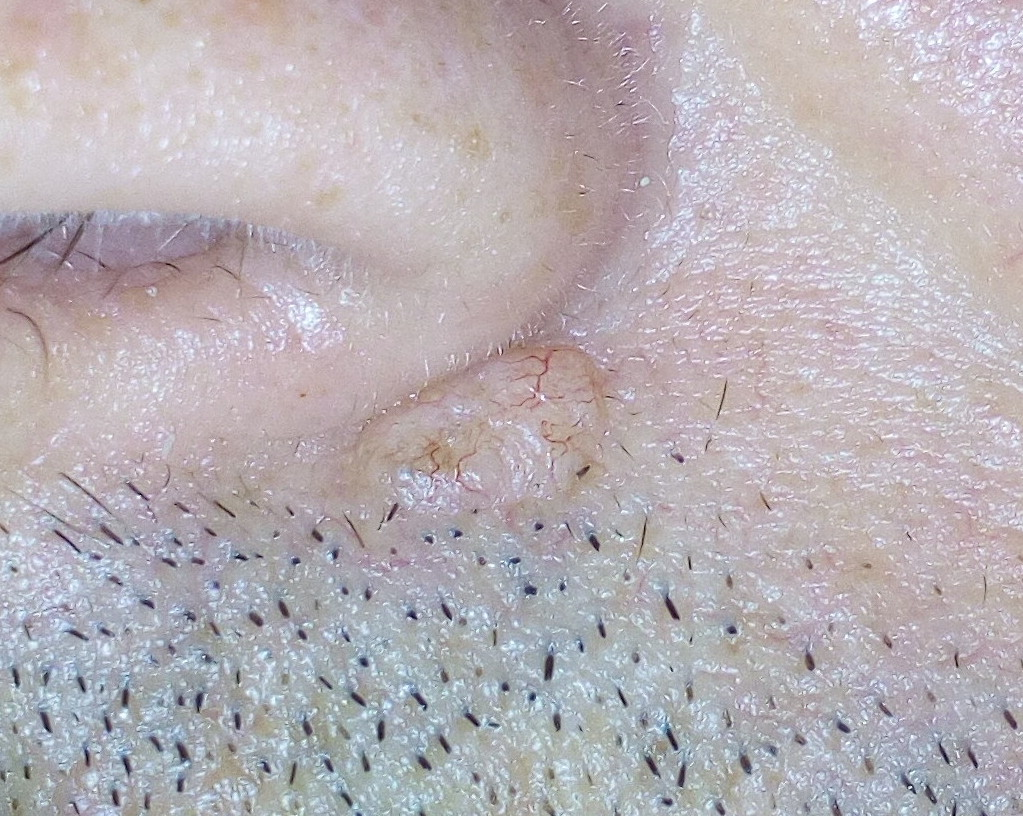
Com a petit nòdul.
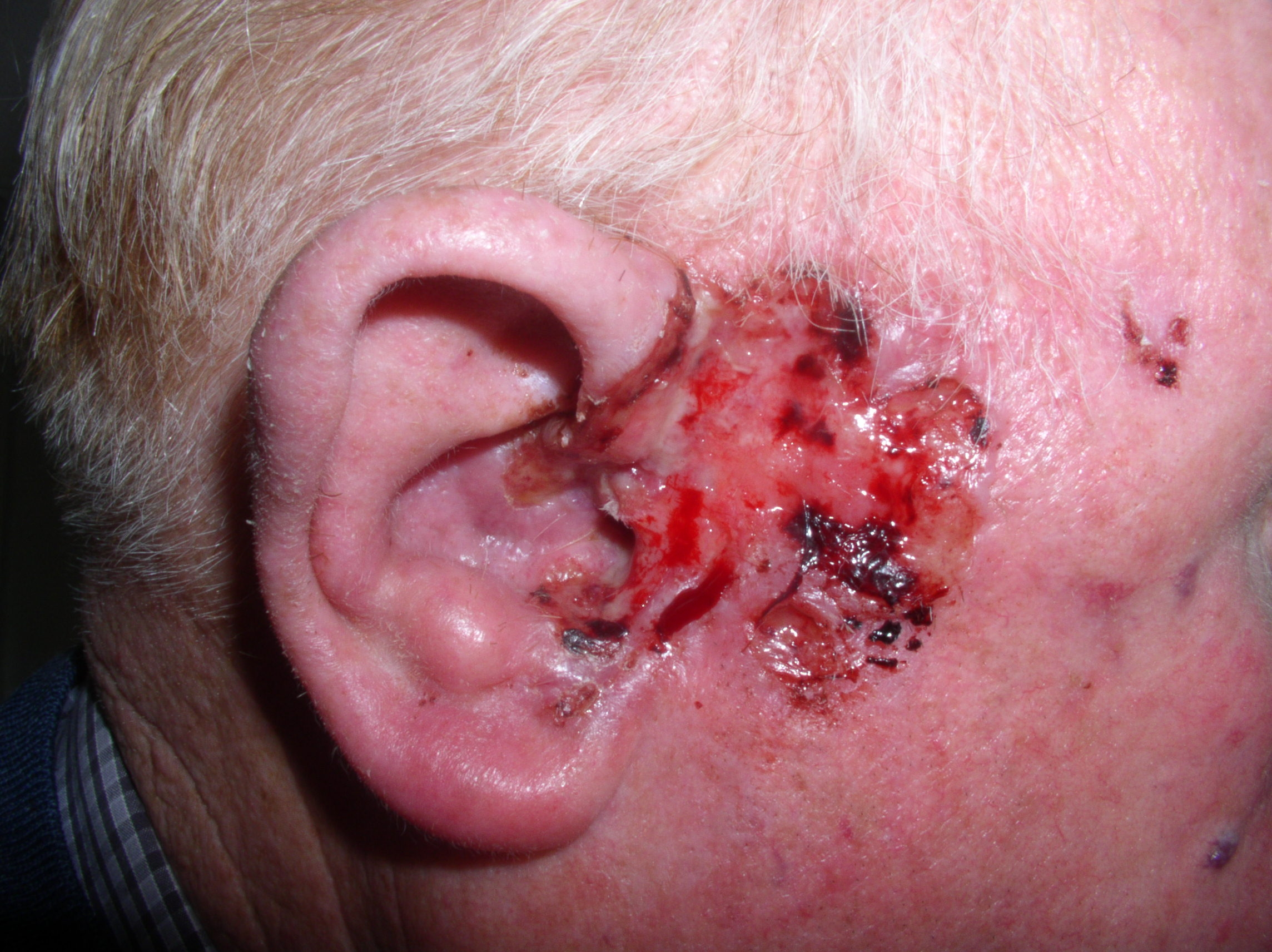
Amb un aspecte d'una extensa úlcera.